# 桑原敏武
桑原 敏武（くわばら としたけ、1935年（昭和10年）6月22日 - ）は、日本の政治家。元東京都渋谷区長（3期）。元東京都職員。

## 来歴・人物
愛媛県松山市出身。
愛媛県立松山東高等学校、慶應義塾大学法学部法律学科卒業後、東京都庁入庁。
渋谷区教育委員会社会教育部長、渋谷区助役などを経て、2003年4月渋谷区長選挙に出馬し初当選。
2003年から2015年までの3期12年、渋谷区長を務めた。

## 政策
区長就任中の2015年4月に、日本国内の自治体で初となる同性カップルの「パートナーシップ制度」を導入した。